# Guipry-Messac
Guipry-Messac è un comune francese del dipartimento dell'Ille-et-Vilaine nella regione della  Bretagna.
È stato creato il 1º gennaio 2016 dalla fusione dei preesistenti comuni di Guipry e Messac.
Il capoluogo è la località di Messac.